# Волосково (Ленинградская область)
Волосково — деревня в Ям-Тёсовском сельском поселении Лужского района Ленинградской области.

## История
ВОЛОСКОВО — деревня при реках Тесове и Каменке. Волосковского сельского общества, прихода села Флоровского.
 
Крестьянских дворов — 47. Строений — 240, в том числе жилых — 44. Маслобойня, 2 ветряных мельницы, мелочная лавка, питейный дом. 

Число жителей по семейным спискам 1879 г.: 110 м. п., 116 ж. п.; по приходским сведениям 1879 г.: 105 м. п., 112 ж. п.

Сборник Центрального статистического комитета описывал её так:

ВОЛЬСКОВА (ДОНЕЦ, КОРЖЕВА) — деревня бывшая удельная при реке Каменке, дворов — 98, жителей — 458; 3 часовни, школа, 2 лавки. (1885 год)

В конце XIX — начале XX века деревня административно относилась к Тёсовской волости 3-го стана 3-го земского участка Новгородского уезда Новгородской губернии.

ВОЛОСКОВО — деревня Волосковского сельского общества, дворов — 49, жилых домов — 49, число жителей: 114 м. п., 128 ж. п. 

Занятия жителей — земледелие, выпас телят. Часовня, земская школа, хлебозапасный магазин, смежна с деревней Коржово. (1907 год)

Согласно карте из «Исторического атласа Санкт-Петербургской Губернии» 1915 года деревня Волосково насчитывала 35 крестьянских дворов.
С 1917 по 1927 год деревня Волосково входила в состав Тёсовской волости Новгородского уезда Новгородской губернии.
С 1927 года, в составе Волосковского сельсовета Оредежского района.
В 1928 году население деревни Волосково составляло 278 человек.
По данным 1933 года деревня Волосково входила в состав Волосковского сельсовета Оредежского района.
C 1 августа 1941 года по 28 февраля 1944 года деревня находилась в оккупации.
С 1959 года, в составе Лужского района.
В 1965 году население деревни Волосково составляло 63 человека.
По данным 1966 и 1973 годов деревня Волосково также входила в состав Волосковского сельсовета Лужского района.
По данным 1990 года деревня Волосково входила в состав Ям-Тёсовского сельсовета.
По данным 1997 года в деревне Волосково Ям-Тёсовской волости проживали 13 человек, в 2002 году — также 13 человек (русские — 92 %).
В 2007 году в деревне Волосково Ям-Тёсовского СП проживали 10 человек, в 2010 году — 7, в 2013 году — 8.

## География
Деревня расположена в восточной части района на автодороге 41К-662 (Оредеж — Тёсово-4 — Чолово).
Расстояние до административного центра поселения — 12 км.
Расстояние до ближайшей железнодорожной станции Чолово — 20 км. 
Деревня расположена на правом берегу реки Тёсова в месте впадения в неё реки Каменка.

## Демография
| 1879 | 1885 | 1909 | 1928 | 1965 | 1997 | 2007 |
| ---- | ---- | ---- | ---- | ---- | ---- | ---- |
| 226  | ↗458 | ↘242 | ↗278 | ↘63  | ↘13  | ↘10  |
| 2010 | 2013 | 2017 |      |      |      |      |
| ↘7   | ↗8   | ↘7   |      |      |      |      |

## Улицы
Центральная.